# Christian Döring
Christian Döring (Lipsia, 18 settembre 1677 – Lipsia, 24 dicembre 1750) è stato un architetto tedesco.
Realizzò diverse rappresentative case di città tra il 1715 e il 1725, che hanno modellato il paesaggio urbano del centro espositivo fino alla loro distruzione nel corso della seconda guerra mondiale.

## Biografia
Il capomastro Christian Döring, la cui importanza storico-artistica per Lipsia può essere paragonata a quella di Johann Gregor Fuchs, David Schatz o George Werner, è stato ampiamente ignorato dalla ricerca storica locale per lungo tempo. Ciò può essere dovuto al fatto che, da un lato, i suoi edifici più importanti caddero sotto i bombardamenti durante la seconda guerra mondiale, e, dall'altro, Döring dovette cedere il passo alla concorrenza di George Werner dopo il 1725 e fu così erroneamente percepito come il capomastro del passaggio stilistico da Fuchs a Werner. Nikolaus Pevsner e Wolfgang Hocquél meritano il merito congiunto di aver rivalutato e riconosciuto il lavoro di Döring.
(Nikolaus Pevsner, 1928)

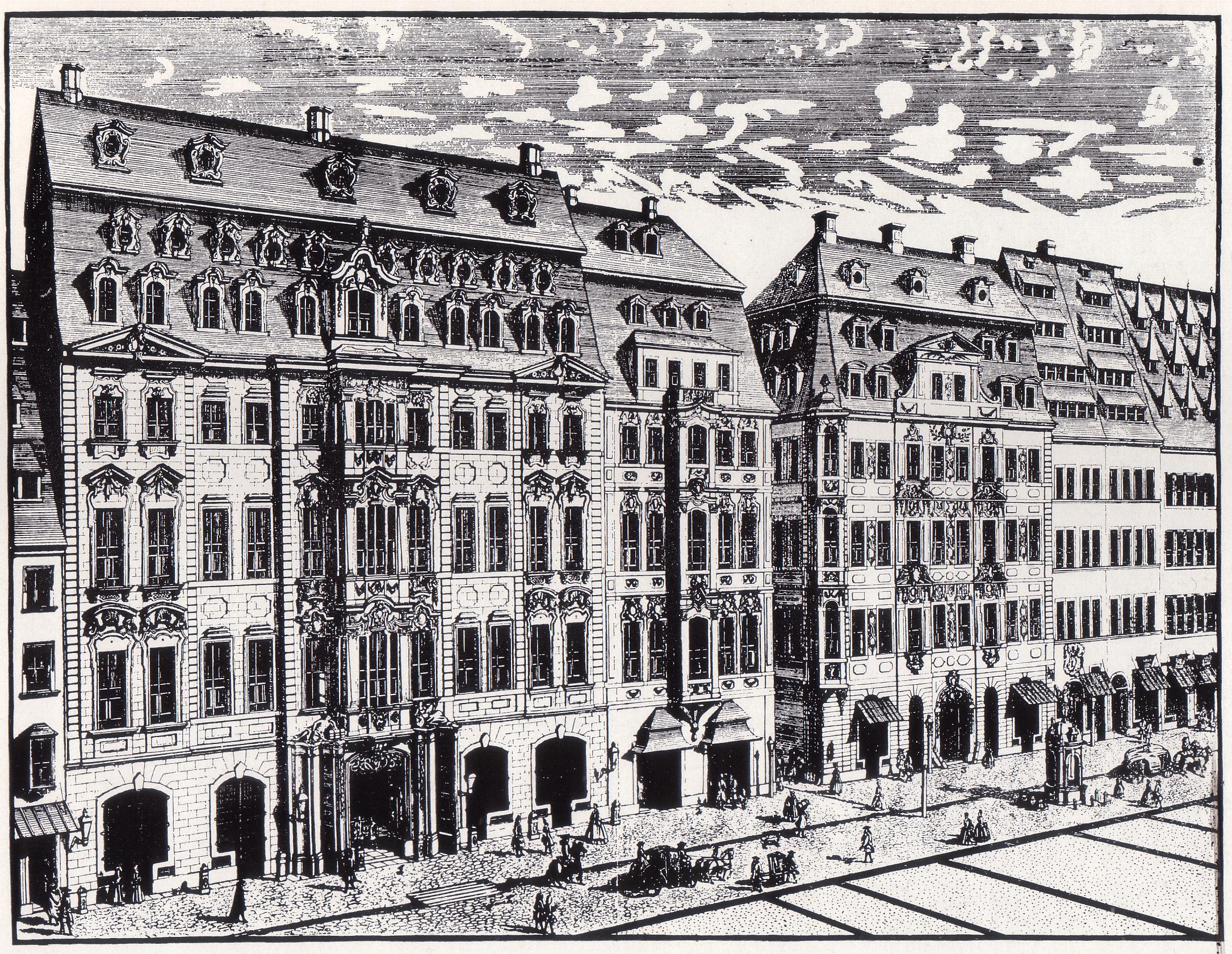
Katharinenstrasse 16, 14 e 12 (distrutte nel 1943-1963), incisione di Johann George Schreiber intorno al 1720

Figlio di un'antica famiglia di artigiani di Lipsia divenne muratore con George Rotzsch nel 1699. Divenne maestro muratore nel 1705 e svolse lavori in proprio dal 1708. Dimostrò per la prima volta la sua straordinaria abilità e conquistò così l'attenzione del commerciante all'ingrosso Peter Hohmann, che lo promosse negli anni a venire. 
Christian Döring eseguì i più importanti contratti di costruzione a Lipsia tra il 1715 e il 1725, ad esempio le "case Döringschen" in seguito intitolate a lui in Katharinenstrasse 12, 14 (cosiddette Schellhaffersches, del 1727 casa Oertelsches, nella quale suonava Johann Sebastian Bach) e 16 (cosiddetta Casa di Hohmann), della quale l'esterno dell'ultimo edificio è ancora quello del 16 agosto 1715, dove morì Gregor Fuchs. I costruttori Fuchs, Döring, Werner e Seltendorff crearono la Katharinenstraße, con i loro edifici barocchi, facendola giungere, nel XVIII secolo, ben oltre i confini del famoso viale di Lipsia, con Döring che modellò principalmente il lato orientale della strada, poi distrutta durante la seconda guerra mondiale.

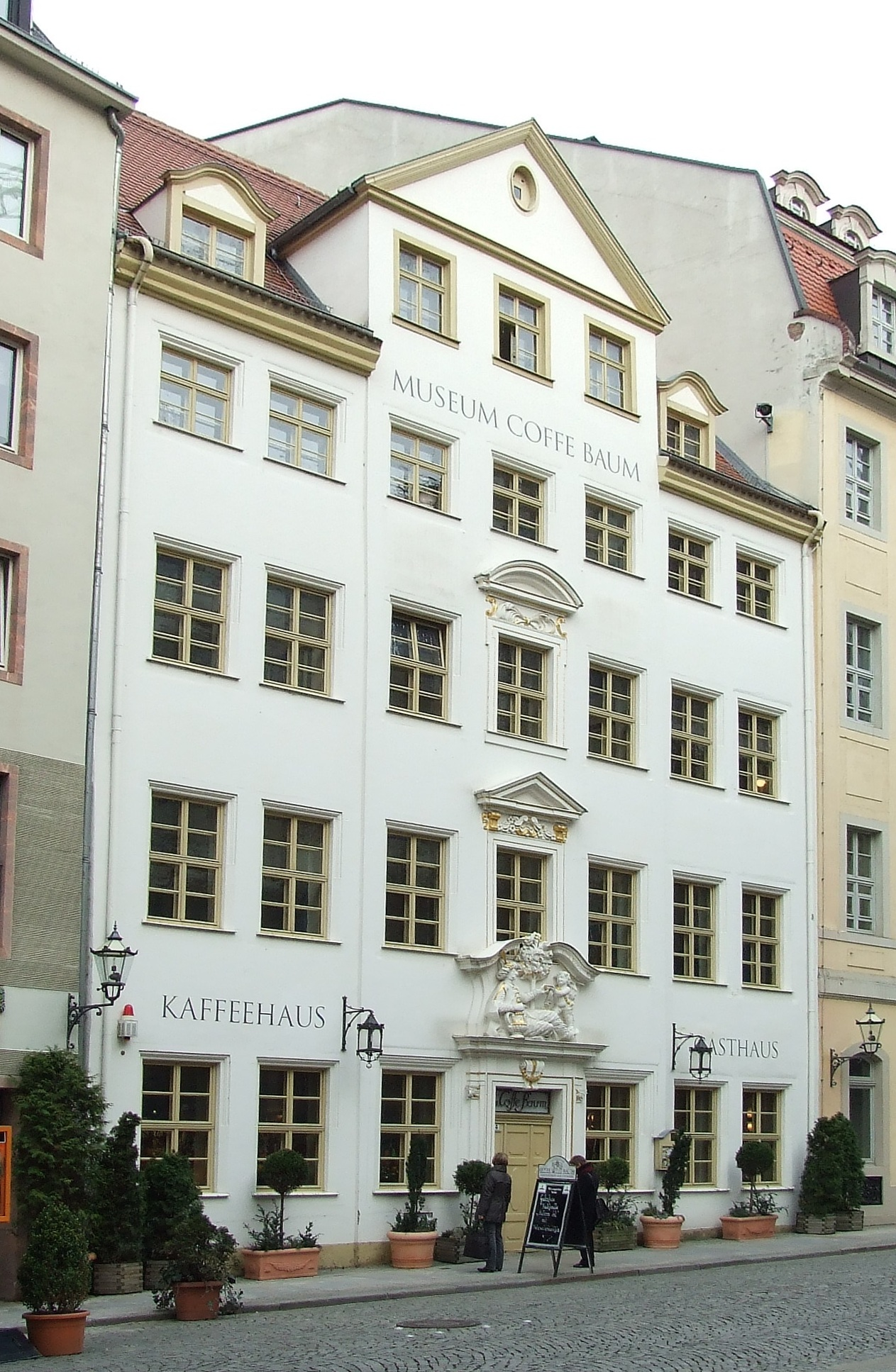
Bürgerhaus Kleine Fleischergasse 4 ("Zum Arabischen Coffe Baum")

Dal 1719 in poi, Döring utilizzò elementi di stile più ornati che probabilmente aveva conosciuto durante i suoi viaggi in Boemia e a Praga. Tuttavia, dopo il 1725 era meno richiesto come architetto e capomastro, poiché i suoi clienti di Lipsia seguirono un cambiamento che era già stato fatto a Dresda, in Prussia e nella Turingia e ora rinunciavano a decorazioni vivaci sui loro edifici. Döring, tuttavia, rimase fedele al suo stile architettonico e dovette quindi lasciare gradualmente il posto a George Werner, che dominò la scena edilizia di Lipsia fino al 1755. L'opera tarda più importante di Christian Döring, che fu promosso a maestro muratore nel 1740, rimase il tetto dell'odierno Municipio della Città Vecchia, che fu ridisegnato nel 1744.
Secondo Pevsner, si dice che Döring abbia rinnovato anche l'esterno della casa di città ancora conservata, Kleine Fleischergasse 4 (" Zum Arabischen Coffe Baum "), che fu convertita da A. Jacob nel 1718/1719.
Christian Döring era padre di 16 figli, nati tra il 1700 e il 1727, compreso l'importante falegname comunale Christoph Döring (Lipsia 1700 - Lipsia 9 febbraio 1763), che lavorò come indipendente dal 1737, e il maestro muratore Johann Gottfried Döring (Lipsia 28 gennaio 1708 - Lipsia 28 maggio 1778), che creò il padiglione del giardino in Seeburgstrasse 45 (casa giardino di Linck). Il falegname Johann Gottlob Döring (figlio di Christoph) e il maestro muratore Gottlob Friedrich Döring (figlio di Johann Gottfried) furono anche tra gli artigiani molto ricercati della famiglia Döring.

## Opere (selezione)
- Bürgerhaus, Kleine Fleischergasse 29 (1708, non più conservata)
- Case di città Katharinenstraße 12, 14 (Zimmermannsches Kaffeehaus) e 16 ("case Döringsche",[3] tutte dal 1715 al 1717, n. 14 e 16 distrutte durante la seconda guerra mondiale, n. 12 integra ma demolita nel 1963/1964[4])
- Nuovo edificio degli Hôtels de Saxe, Klostergasse 9 (1717, distrutto durante la seconda guerra mondiale)[5]
- Decorazione della facciata esterna della caffetteria " Zum Arabischen Coffe Baum ", Kleine Fleischergasse 4, (1718 circa)
- Bürgerhaus Petersstraße 21 (1719, distrutta durante la seconda guerra mondiale)
- Bürgerhaus Neumarkt 12 (intorno al 1720, distrutta durante la seconda guerra mondiale)
- Cripta di Baumgärtner nell'antico cimitero di Johannis (1725 o 1726)
- Bürgerhaus Brühl 27 (casa di Winckler dal 1733 al 1735, forse insieme a suo figlio Christoph Döring, non più conservata)
- Portale della casa di Jöcher (1736)
- Cupola torre barocca del Municipio della Città Vecchia (1744)